# In the Flesh: Live
In the Flesh é um álbum do baixista e vocalista Roger Waters, antigo membro da banda Pink Floyd.

## Faixas

### CD 1
1. "In the Flesh"
2. "The Happiest Days of Our Lives"
3. "Another Brick in the Wall (Part II)"
4. "Mother"
5. "Get Your Filthy Hands Off My Desert"
6. "Southampton Dock"
7. "Pigs on the Wing"
8. "Dogs"
9. "Welcome to the Machine"
10. "Wish You Were Here"
11. "Shine on You Crazy Diamond (Parts I-VIII)"
12. "Set the Controls For the Heart of the Sun"

### CD 2
1. "Breathe (in the Air)"
2. "Time"
3. "Money"
4. "The Pros and Cons of Hitch Hiking (Part XI - 5:06 a.m. Every Stranger's Eyes)"
5. "Perfect Sense (Parts I-II)"
6. "The Bravery of Being Out of Range"
7. "It's a Miracle"
8. "Amused to Death"
9. "Brain Damage"
10. "Eclipse"
11. "Comfortably Numb"
12. "Each Small Candle"

## Créditos
- Roger Waters - Baixo/Voz/Guitarras (português europeu) ou Baixo/Vocais/Violões (português brasileiro)
- Doyle Bramhall II - Guitarra/Voz (português europeu) ou Guitarra/Vocais (português brasileiro)
- Graham Broad - Bateria
- Andy Fairweather Low - Guitarra/Baixo e Voz (português europeu) ou Vocais (português brasileiro)
- Snowy White - Guitarra
- Jon Carin - Teclados/Guitarras/Voz (português europeu) ou Teclados/Violões/Vocais (português brasileiro)
- Andy Wallace - Teclados/Sintetizadores
- Katie Kisson - Coro (português europeu) ou Vocais (português brasileiro)
- Susannah Melvoin - Coro (português europeu) ou Vocais (português brasileiro)
- PP Arnold - Coro (português europeu) ou Vocais (português brasileiro)

## Paradas
| Parada (2000)          | Maior colocação |
| ---------------------- | --------------- |
| Norwegian Albums Chart | 37              |
| US Billboard 200       | 136             |

| Chart (2001)        | Peak position |
| ------------------- | ------------- |
| German Albums Chart | 99            |

| Chart (2002)       | Peak position |
| ------------------ | ------------- |
| Dutch Albums Chart | 83            |

| Chart (2007)             | Peak position |
| ------------------------ | ------------- |
| New Zealand Albums Chart | 24            |

| Chart (2011)            | Peak position |
| ----------------------- | ------------- |
| Portuguese Albums Chart | 7             |

## Certificação
| Região                                                                                                  | Certificação | Vendas                                    |
| --- | ------------ | ----------------------------------------- |
| Brasil (Pro-Música Brasil)                                                                              | Ouro         | 25 000*                                   |
| Alemanha (BVMI)                                                                                         | Ouro         | 25 000^                                   |
| Polônia (ZPAV)                                                                                          | Ouro         | 5 000*                                    |
| Suíça (IFPI Switzerland)                                                                                | Ouro         | 3 000^                                    |
| Estados Unidos (RIAA)                                                                                   | Ouro         | Erro de expressão: Falta operando para *^ |
| *números de vendas baseados somente na certificação ^números de vendas baseados somente na certificação |              |                                           |